# Damian Waniczek
Damian Waniczek (* 18. Februar 1981 in Szczyrk) ist ein polnischer Naturbahnrodler. Er gehört sowohl im Einsitzer als auch im Doppelsitzer zu den stärksten seines Landes und zählt zusammen mit Andrzej Laszczak zu den international erfolgreichsten Doppelsitzerpaaren. Laszczak und Waniczek gewannen in der Saison 2001/2002 den Gesamtweltcup, siegten bisher in zehn Weltcuprennen, gewannen die Silbermedaille bei der Europameisterschaft 2010 und weitere fünf Bronzemedaillen bei Welt- und Europameisterschaften. Im Einsitzer erreicht Damian Waniczek diese Ergebnisse nicht, doch war er seit 2000 bisher in acht Saisonen der erfolgreichste Pole im Gesamtweltcup. Bis 2011 gewann er insgesamt 18 Polnische Meistertitel, davon 6 im Einsitzer und 12 im Doppelsitzer.

## Karriere
Damian Waniczek nimmt seit 1992 an Wettkämpfen im Naturbahnrodeln teil. Von 1996 bis 2000 startete er bei drei Junioreneuropameisterschaften, bei denen seine besten Ergebnisse der fünfte Platz im Doppelsitzer gemeinsam mit Andrzej Laszczak 1996 in seinem Heimatort Szczyrk und der 22. Platz im Einsitzer 2000 in Umhausen waren. Ende der 1990er-Jahre bestritt er seine ersten Weltcuprennen, sowohl im Einsitzer, als auch zusammen mit dem zwei Jahre älteren Waldemar Siąkała im Doppelsitzer. Seit der Saison 1999/2000 ist Damian Waniczek fixer Bestandteil der polnischen Weltcupmannschaft und zählt sowohl im Einsitzer als auch im Doppelsitzer – seit 1999/2000 mit seinem neuen Partner Andrzej Laszczak – zu den international erfolgreichsten Naturbahnrodlern seines Landes. Im Einsitzer erreichte er bis zur Saison 2002/2003 im Weltcup zumeist Platzierungen um Rang 20 und kam dreimal unter die besten 25 im Gesamtweltcup, zweimal davon als bester Pole. Im Doppelsitzer fand das Duo Laszczak/Waniczek rasch Anschluss an die Weltspitze. Der fünf Jahre ältere Andrzej Laszczak konnte bereits auf mehrere Jahre Weltcuperfahrung zusammen mit Marcin Pawlus zurückgreifen. Nachdem Damian Waniczek und Andrzej Laszczak in den ersten drei Weltcuprennen der Saison 1999/2000 einmal unter die besten fünf gekommen waren, gelang ihnen der erste große Erfolg bei der Weltmeisterschaft Ende Januar 2000 in Olang. Dort gewannen sie hinter den Italienern Armin und David Mair sowie den Österreichern Reinhard Beer und Herbert Kögl die Bronzemedaille und damit die erste Medaille für Polen bei den seit 1979 ausgetragenen Weltmeisterschaften überhaupt. Drei Wochen später folgte auch im Weltcup der erste Podestplatz, als sie am 20. Februar 2000 in Železniki den dritten Rang erreichten. Im Weltcup war dies der zweite Podestplatz für Polen, nachdem sechs Jahre zuvor das Doppel Krzysztof Niewiadomski und Michał Andrzejewski ebenfalls einen dritten Platz erreicht hatte. Im Gesamtweltcup belegten Laszczak/Waniczek in ihrer ersten gemeinsamen Saison knapp vor den Russen Denis Alimow und Roman Molwistow den vierten Platz. Außerdem wurden sie 2000 zum ersten Mal Polnische Meister im Doppelsitzer und konnten diesen Titel bisher jedes Jahr verteidigen, womit sie bis 2011 zwölfmal Polnische Meister im Doppelsitzer wurden.
Etwas schlechter als das Vorjahr verlief die Saison 2000/2001. Podestplätze blieben aus, ihr bestes Weltcupergebnis war ein vierter Platz in Lüsen und sie fielen auf Rang sechs im Gesamtklassement zurück. Bei der Weltmeisterschaft 2001 in Stein an der Enns wurden sie mit knapp einer Sekunde Rückstand auf die drittplatzierten Peter Lechner und Peter Braunegger Vierte. Im erstmals ausgetragenen Mannschaftswettbewerb kam das polnische Team, dem neben Damian Waniczek und Andrzej Lasczak noch Magdalena Hula angehörte, auf den vierten und – nach dem Ausfall der Mannschaft Österreich I – letzten Platz. Schon im nächsten Winter ging es wieder steil bergauf und Laszczak/Waniczek feierten im ersten Weltcuprennen der Saison 2001/2002 in Olang ihren ersten Sieg und zugleich den ersten Weltcupsieg für Polen überhaupt. Es folgten ein zweiter Platz im zweiten Rennen von Olang sowie ein dritter Platz im Parallelwettbewerb von Triesenberg, nur in Umhausen kamen sie als Fünfte nicht auf das Podest. Mit zwei weiteren Siegen in den letzten beiden Weltcuprennen in Hüttau und Železniki sicherten sich die Polen mit einem Vorsprung von 55 Punkten auf die Österreicher Beer/Kögl zum ersten und bisher einzigen Mal den Gesamtweltcupsieg. Bei der eine Woche nach dem Weltcupfinale ausgetragenen Europameisterschaft 2002 in Frantschach-Sankt Gertraud gewannen Laszczak/Waniczek in einer knappen Entscheidung die Bronzemedaille, 17 Hundertstelsekunden hinter den Siegern Wolfgang und Andreas Schopf und nur sechs Hundertstelsekunden hinter den zweitplatzierten Reinhard Beer und Herbert Kögl. Im Einsitzer verzichtete Damian Waniczek nach Platz 27 im ersten Durchgang auf einen Start im zweiten Lauf. Nachdem Damian Waniczek in den letzten beiden Jahren bereits Polnischer Meister im Doppelsitzer war, gewann er 2002 auch erstmals den Titel im Einsitzer und konnte diesen bis 2006 erfolgreich verteidigen. Nachdem er 2007 von Adam Jędrzejko geschlagen wurde, gewann er 2008 zum sechsten und bisher letzten Mal den Polnischen Meistertitel im Einsitzer.
Im Weltcup begann die Saison 2002/2003 für Damian Waniczek und Andrzej Laszczak so erfolgreich wie die Letzte endete. Sie gewannen die ersten beiden Rennen in Völs und Umhausen, wurden Zweite in Moskau und standen im vierten Saisonrennen in Hüttau erneut ganz oben auf dem Siegerpodest, womit sie zu diesem Zeitpunkt in der Zwischenwertung einen Vorsprung von 60 Punkten auf die Russen Pawel Porschnew und Iwan Lasarew hatten. Doch in den letzten beiden Rennen kamen die Polen jeweils nur auf den vierten Platz, während die Russen einmal siegten und einmal Zweite wurden und damit den erneuten Gesamtweltcupsieg der Polen verhinderten; Laszczak/Waniczek belegten mit zehn Punkten Rückstand den zweiten Gesamtrang. Bei der Weltmeisterschaft 2003 in Železniki verfehlten sie die Medaillenränge um 27 Hundertstelsekunden und wurden wie schon vor zwei Jahren Vierte. Damian Waniczek startete als einziger Pole auch im Einsitzerbewerb und erreichte den 24. Platz von 48 gewerteten Rodlern. In der Saison 2003/2004 hatten Damian Waniczek und Andrzej Laszczak mit der Entscheidung im Doppelsitzer-Gesamtweltcup von Beginn an wenig zu tun. In den ersten vier Rennen fuhren sie nur einmal, als Zweite in Grande Prairie, auf das Podest. Das fünfte Weltcuprennen, den Parallelwettbewerb in Triesenberg, gewannen sie zwar, doch letztendlich kamen sie im Gesamtweltcup nicht über Rang vier hinaus. Bei der Europameisterschaft 2004 in Hüttau fuhren sie lediglich auf Platz sieben, im Einsitzer wurde Damian Waniczek 31. Auch die nächste Saison begann mit zwei fünften Plätzen in Longiarü und Unterammergau nicht nach Wunsch. Danach beendeten Laszczak/Waniczek aber alle vier Weltcuprennen auf dem Podest, gewannen zweimal in Oberperfuss und Latzfons und erreichten damit noch den zweiten Platz im Gesamtweltcup, 60 Punkte hinter Beer/Kögl und zehn Punkte vor Porschnew/Lasarew. Nach zwei vierten Plätzen bei den letzten beiden Weltmeisterschaften gewannen Laszczak/Waniczek bei der Weltmeisterschaft 2005 in Latsch – wie schon fünf Jahre zuvor – wieder die Bronzemedaille und blieben dabei nur zwei Hundertstelsekunden hinter den zweitplatzierten Armin Mair und Johannes Hofer. Im Mannschaftswettbewerb erzielte das polnische Team, bestehend aus Damian Waniczek, Andrzej Laszczak und Karolina Waniczek, mit nur einem Punkt Rückstand auf das Team Italien I den vierten Platz. Laszczak/Waniczek erzielten dabei im Doppelsitzer die schnellste Zeit. Im Einsitzer kam Damian Waniczek als bester der drei Polen auf Rang 19. Im Weltcup verbesserten sich seine Ergebnisse im Einsitzer zusehends und er fuhr im Winter 2003/2004 mit Platz 14 in Moskau zum ersten Mal unter die schnellsten 15 eines Weltcuprennens. Zweimal gelang ihm das auch in der Saison 2004/2005, womit er in beiden Jahren als jeweils bester Pole im Einsitzer-Gesamtweltcup den 16. Rang erreichte.
Im Doppelsitzer war der Sieg im Auftaktrennen der Saison 2005/2006 in Longiarü der bislang Letzte des polnischen Erfolgsduos im Weltcup. In der zweiten Saisonhälfte fuhren sie noch zweimal, als Dritte in Grande Prairie und Zweite in Oberperfuss, auf das Podest, fielen aber im Gesamtweltcup auf Platz vier zurück. Ungewohnt schlecht verlief die Saison 2006/2007. Zum ersten Mal seit sechs Jahren fuhren sie in keinem Weltcuprennen unter die besten drei, und wurden, ebenso wie sechs Jahre zuvor, nur Sechste im Gesamtweltcup. Dafür erreichte Damian Waniczek mit Platz 13 in Umhausen sein vorläufig bestes Weltcupergebnis im Einsitzer. Bei der Europameisterschaft 2006 in Umhausen erzielten Laszczak/Waniczek mit Platz neun jedoch ihr schlechtestes Karriereergebnis, aber bei der Weltmeisterschaft 2007 in Grande Prairie konnten sie sich wieder auf Platz vier verbessern. Zudem belegten sie dort zusammen mit Kinga Gawlas und Adam Jędrzejko den fünften Platz im Mannschaftswettbewerb. Im Einsitzer kam Damian Waniczek bei der EM 2006 auf Rang 26; bei der WM 2007 war er nicht am Start. In der Saison 2007/2008 erreichte das Doppel Laszczak/Waniczek wieder zwei zweite Plätze in Moos in Passeier und Latsch. Mit weiteren zwei Top-5-Ergebnissen belegten sie im Gesamtweltcup hinter den Italienern Patrick Pigneter und Florian Clara, die alle sechs Saisonrennen gewannen, und den Russen Porschnew/Lasarew den dritten Platz. Bei der Europameisterschaft 2008 in Olang wurden sie aber nur Siebente im Doppelsitzer, während Damian Waniczek im Einsitzer den zwölften Platz und damit sein persönliches Bestergebnis bei Welt- und Europameisterschaften erreichte.
In der Saison 2008/2009 gelangen Damian Waniczek im Weltcup seine bisher besten Einsitzer-Ergebnisse. Der elfte Platz in Deutschnofen war sein bestes Resultat in einem Weltcuprennen und mit Platz 14 erzielte er sein bestes Ergebnis im Gesamtklassement. In keinem Weltcuprennen der Saison war er schlechter als 18. Im Doppelsitzer waren jeweils zwei dritte Plätze Damian Waniczeks und Andrzej Laszczaks beste Weltcupergebnisse in den Saisonen 2008/2009 und 2009/2010 und in beiden Jahren kamen sie mit weiteren zwei Top-5-Resultaten auf den vierten Platz im Gesamtweltcup. Bei der Weltmeisterschaft 2009 in Moos in Passeier gewannen sie zum dritten Mal nach 2000 und 2005 die Bronzemedaille im Doppelsitzer. Zudem wurden sie zusammen mit Natalia Waniczek und Adam Jędrzejko Fünfte im Mannschaftswettbewerb und Damian Waniczek belegte im Einsitzer Platz 21. Der nach ihrem Gesamtweltcupsieg bisher größte Erfolg gelang den Polen bei der Europameisterschaft 2010 in St. Sebastian. Nachdem sie bereits viermal den dritten Platz und ebenso oft den vierten Rang bei internationalen Titelkämpfen erreicht hatten, gewannen Andrzej Laszczak und Damian Waniczek bei der EM 2010 mit der jeweils zweitschnellsten Laufzeit und einem Rückstand von 1,52 Sekunden auf die Italiener Patrick Pigneter und Florian Clara sowie einem Vorsprung von 29 Hundertstelsekunden auf die Russen Alexander Jegorow und Pjotr Popow die Silbermedaille im Doppelsitzer. Zudem wurden sie mit Natalia Waniczek und Adam Jędrzejko Sechste im Mannschaftswettbewerb; im Einsitzer wurde Damian Waniczek 22.
In den ersten beiden Weltcuprennen der Saison 2010/2011 startete Waniczek nur im Einsitzer, erst im dritten Rennen war auch das Duo Laszczak/Waniczek wieder im Doppelsitzer am Start. Mit dem neunten Platz in Gsies starteten sie allerdings denkbar schlecht in die Saison. Das polnische Duo konnte sich aber bis zur Weltmeisterschaft 2011 in Umhausen wieder steigern und zum vierten Mal die Bronzemedaille im Doppelsitzer gewinnen. Im Mannschaftswettbewerb belegten sie zusammen mit den Einsitzern Wioletta Ryś und Adam Jędrzejko den achten Platz unter neun Teams; im Einsitzer wurde Waniczek 23. Im Weltcup gelang dem Duo Laszczak/Waniczek allerdings erstmals seit der Saison 2000/2001 kein Podestplatz. Sie fielen im Gesamtweltcup auf den achten Platz zurück. Auch in der Weltcupsaison 2011/2012 gelang ihnen kein Podestplatz, doch mit vier Top-5-Ergebnissen konnten sich Laszczak/Waniczek wieder auf Rang fünf im Doppelsitzer-Gesamtweltcup verbessern. Im Einsitzer platzierte sich Damian Waniczek wie im Vorjahr meist um Rang 20, womit er auch im Gesamtweltcup 20. wurde. Bei der Europameisterschaft 2012 in Nowouralsk wurde Waniczek 23. im Einsitzer, während das Duo Laszczak/Waniczek im Doppelsitzer den fünften Platz und im Mannschaftswettbewerb in einem gemischten Team mit den beiden Einsitzern Adam Jędrzejko und der Slowenin Petra Dragičevič den achten Platz belegte.

## Erfolge

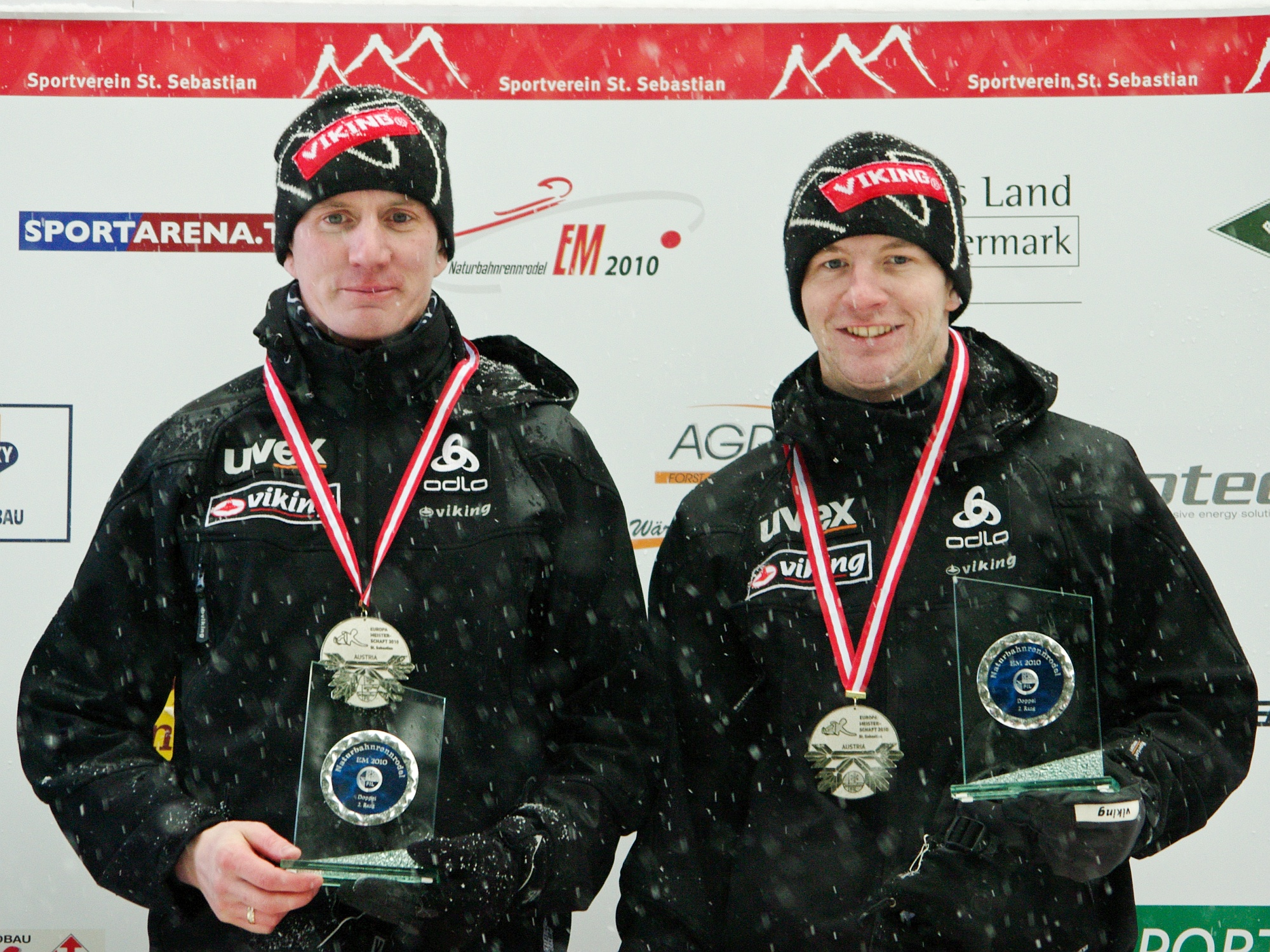
Damian Waniczek (rechts) und Andrzej Laszczak während der Doppelsitzer-Siegerehrung der Europameisterschaft 2010

(wenn nicht anders angegeben, Doppelsitzer mit Andrzej Laszczak)

### Weltmeisterschaften
- Olang 2000: 3. Doppelsitzer
- Stein an der Enns 2001: 4. Doppelsitzer, 4. Mannschaft
- Železniki 2003: 24. Einsitzer, 4. Doppelsitzer
- Latsch 2005: 19. Einsitzer, 3. Doppelsitzer, 4. Mannschaft
- Grande Prairie 2007: 4. Doppelsitzer, 5. Mannschaft
- Moos in Passeier 2009: 21. Einsitzer, 3. Doppelsitzer, 6. Mannschaft
- Umhausen 2011: 23. Einsitzer, 3. Doppelsitzer, 8. Mannschaft

### Europameisterschaften
- Frantschach 2002: 3. Doppelsitzer
- Hüttau 2004: 31. Einsitzer, 7. Doppelsitzer
- Umhausen 2006: 26. Einsitzer, 9. Doppelsitzer
- Olang 2008: 12. Einsitzer, 7. Doppelsitzer
- St. Sebastian 2010: 22. Einsitzer, 2. Doppelsitzer, 6. Mannschaft
- Nowouralsk 2012: 24. Einsitzer, 5. Doppelsitzer, 8. Mannschaft

### Junioreneuropameisterschaften
- Szczyrk 1996: 32. Einsitzer, 5. Doppelsitzer
- Feld am See 1998: 29. Einsitzer, 12. Doppelsitzer (mit Michał Galas)
- Umhausen 2000: 22. Einsitzer

### Weltcup
- Gesamtweltcupsieg im Doppelsitzer in der Saison 2001/2002
- 2. Gesamtrang im Doppelsitzer-Weltcup in den Saisonen 2002/2003 und 2004/2005
- 3. Gesamtrang im Doppelsitzer-Weltcup in der Saison 2007/2008
- 25 Podestplätze, davon 10 Siege:

| Datum             | Ort         | Land          | Disziplin    |
| ----------------- | ----------- | ------------- | ------------ |
| 14. Dezember 2001 | Olang       | Italien       | Doppelsitzer |
| 20. Januar 2002   | Hüttau      | Österreich    | Doppelsitzer |
| 27. Januar 2002   | Železniki   | Slowenien     | Doppelsitzer |
| 22. Dezember 2002 | Völs        | Italien       | Doppelsitzer |
| 12. Januar 2003   | Umhausen    | Österreich    | Doppelsitzer |
| 26. Januar 2003   | Hüttau      | Österreich    | Doppelsitzer |
| 14. Februar 2004  | Triesenberg | Liechtenstein | Doppelsitzer |
| 14. Januar 2005   | Oberperfuss | Österreich    | Doppelsitzer |
| 23. Januar 2005   | Latzfons    | Italien       | Doppelsitzer |
| 11. Dezember 2005 | Longiarü    | Italien       | Doppelsitzer |

### Polnische Meisterschaften
- Zwölffacher Polnischer Meister im Doppelsitzer (2000 bis 2011)
- Sechsfacher Polnischer Meister im Einsitzer (2002 bis 2006 und 2008)